# Saskatoon

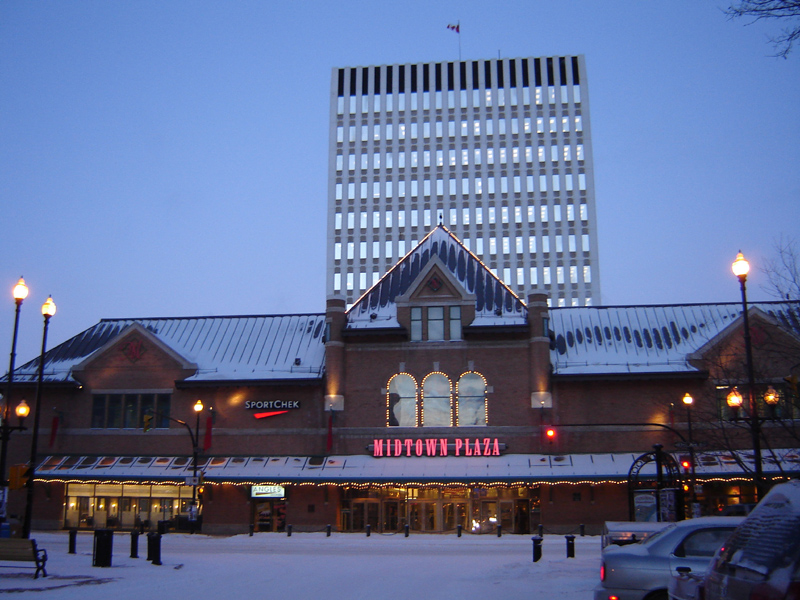
Das Midtown Plaza Einkaufszentrum

Saskatoon [ˌsæskəˈtuːn] ist eine Stadt in der kanadischen Provinz Saskatchewan. Sie liegt am South Saskatchewan River und erstreckt sich über eine Fläche von 228 km². Die Stadt hat über 245.000 Einwohner und ist damit noch vor der Hauptstadt Regina die bevölkerungsreichste Stadt der Provinz.
In der Metropolregion Saskatoon (census metropolitan area) leben insgesamt 295.000 Einwohner. Sie ist damit die siebzehntgrößte Kanadas und nach Vancouver (2,31 Mio.), Calgary (1,21 Mio.), Edmonton (1,15 Mio.), Victoria (344.615) die fünftgrößte in den drei westlichen Provinzen British Columbia, Alberta und Saskatchewan.
Innerhalb des Stadtgebiets von Saskatoon überqueren insgesamt acht Brücken – zwei davon für den Eisenbahnverkehr – den South Saskatchewan River, so dass die Stadt häufig „Stadt der Brücken“ oder „Paris der Prärie“ genannt wird. Die University of Saskatchewan hat 19.469 Studenten (2011) und ist der wichtigste Arbeitgeber der Stadt.

## Geographie
Saskatoon liegt nicht nur zentral im Herzen der Provinz Saskatchewan, sondern auch in der Mitte des bewohnten Teils Kanadas. Sie liegt am Rand der nördlichen Ausläufer der Great Plains und ist umgeben von der Rural Municipality of Corman Park No. 344. Die Stadt liegt 780 km nordwestlich von Winnipeg (Manitoba), 525 km südöstlich von Edmonton (Alberta). Nach Calgary (Alberta) sind es 625 km. 250 km südlich von Saskatoon befindet sich Regina. All diese Städte sind in maximal einer Flugstunde vom Flughafen Saskatoon erreichbar. Die US-amerikanische Grenze befindet sich in einer Entfernung von ca. 400 km.
Die Stadt verfügt über eine exzellente Verkehrsanbindung und wird deshalb auch „the hub city of the prairies“ (Verkehrsknotenpunkt der Prärie) genannt.
In Saskatoon treffen sich diverse nationale und regionale Highways, so unter anderem der die Provinzen British Columbia, Alberta, Saskatchewan und Manitoba verbindende Yellowhead Highway (offiziell Saskatchewan Provincial Highway 16) und der Highway 11 Richtung Regina, der dort wiederum auf den Trans-Canada Highway trifft. Das Streckennetz der Eisenbahngesellschaften Canadian National Railway (CN) und Canadian Pacific Railway (CPR) führt jeweils durch Saskatoon.
Der von VIA Rail Canada betriebene transkontinentale Fernverkehrszug The Canadian stellt den Anschluss Saskatoons an das nordamerikanische Eisenbahnnetz her, wodurch sich direkte Zugverbindungen in Richtung Edmonton-Jasper-Vancouver und in Richtung Winnipeg-Toronto ergeben. Fernlinienbusse verbinden Saskatoon unter anderem mit Calgary und Regina. Außerdem verfügt die Stadt über einen internationalen Flughafen.

## Geschichte
Die Stadt wurde 1882 von einer Gruppe von Kolonisten der Temperance Colonization Society gegründet. Ziel war es, durch die zentrale Lage der Stadt den Handel mit Gütern sicherzustellen. Im darauf folgenden Jahr siedelte sich John Neilson Lake dauerhaft in der neugegründeten Stadt an. Die Siedler reisten per Zug von Ontario aus nach Moose Jaw und anschließend mit Pferden und Kutschen weiter, da die Zugverbindung damals noch nicht fertiggestellt war.
Im Jahre 1885 beeinträchtigte die Nordwest-Rebellion das Wachstum der Stadt. Chief Whitecap und Charles Trottier zogen durch das heutige Universitätsgelände und schlossen sich den aufständischen Soldaten von Louis Riel an. Es folgten zwei Schlachten, die Battle of Fish Creek und die Battle of Batoche. Verwundete kanadische Soldaten wurden in der Marr Residence behandelt. Dieses Gebäude steht seit 1982 unter Denkmalschutz.
Im Jahr 1933 wurde das römisch-katholische Bistum Saskatoon errichtet. Die St. Paul's Cathedral wurde 1910/11 als Pfarrkirche errichtet und 1934 zur Kathedrale erhoben.

## Stadtbild und Sehenswürdigkeiten

### Innenstadt

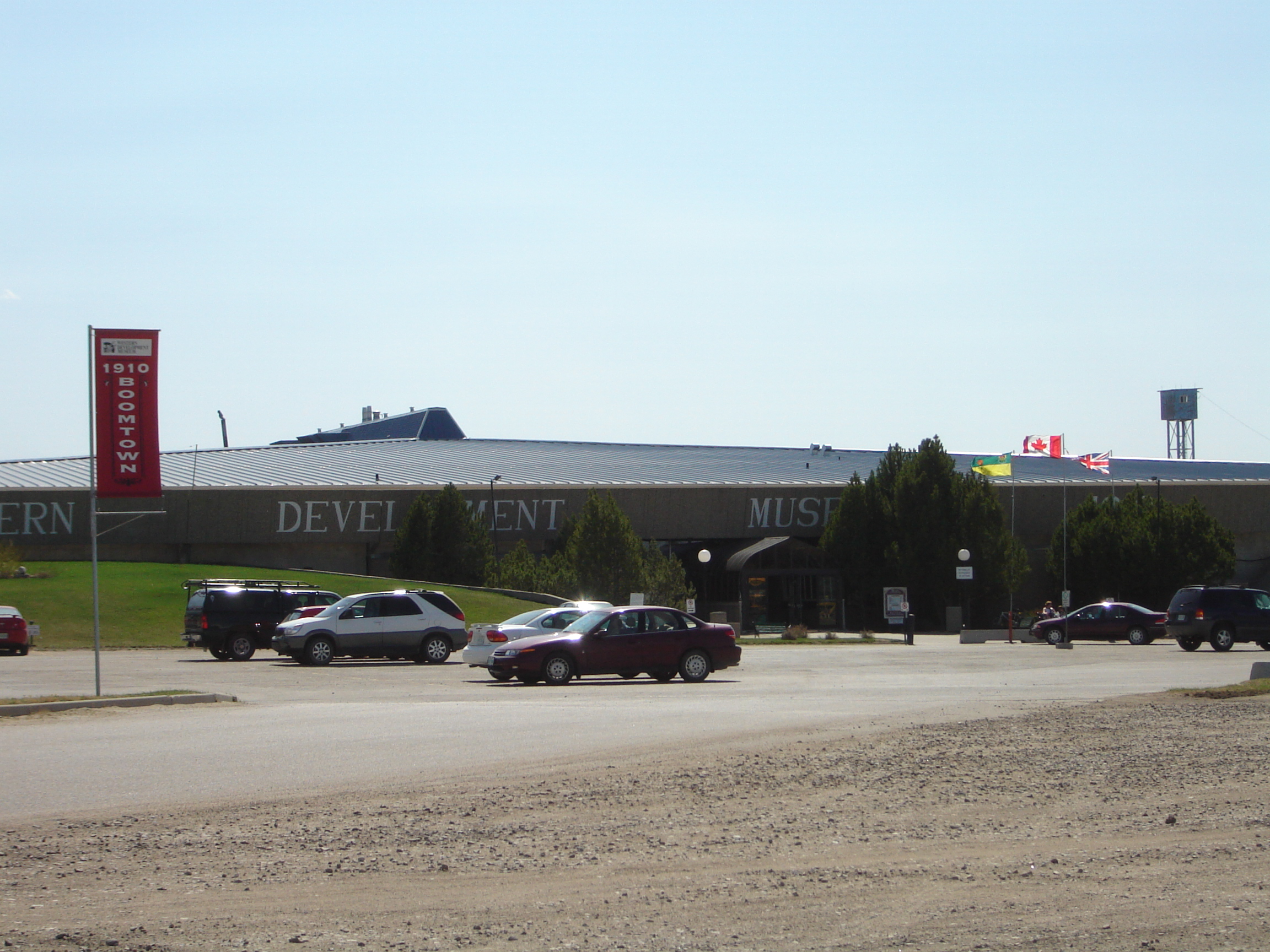
Das Saskatchewan Western Development Museum

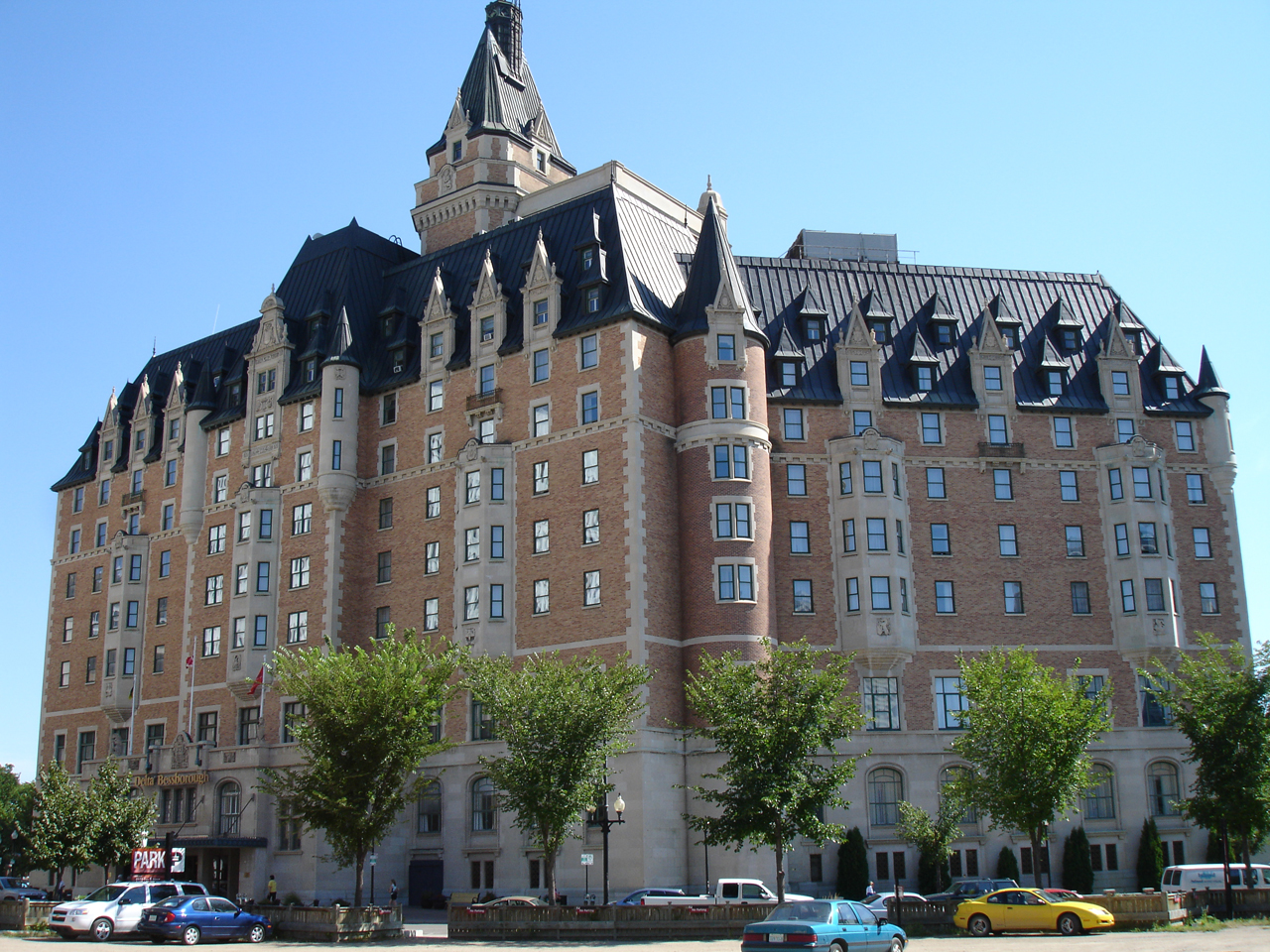
Das Delta Bessborough Hotel

In der Innenstadt findet sich eine Vielzahl an Einkaufsgelegenheiten. Die 2nd Avenue gilt dabei als Haupteinkaufsstraße, die alle wichtigen Punkte miteinander verbindet. Zu den größten Shopping-Malls gehört das Midtown Plaza, das am 30. Juli 1970 eröffnet wurde und aus 131 Geschäften, mehreren Restaurants und Cafés besteht. An das Einkaufszentrum sind ein zwölfstöckiges Bürogebäude und eine Veranstaltungshalle angeschlossen. Ein weiteres Einkaufszentrum ist die Market Mall mit über 90 Geschäften, Restaurants und Cafés. The Centre ist ein Einkaufszentrum mit 99 Shops und mehreren Restaurants. Scotia Centre Mall ist ein kleineres Einkaufszentrum mit einem Bürogebäude, in dem sich Büros u. a. von Potash Corp. und der Scotiabank befinden.

### Öffentliche Einrichtungen

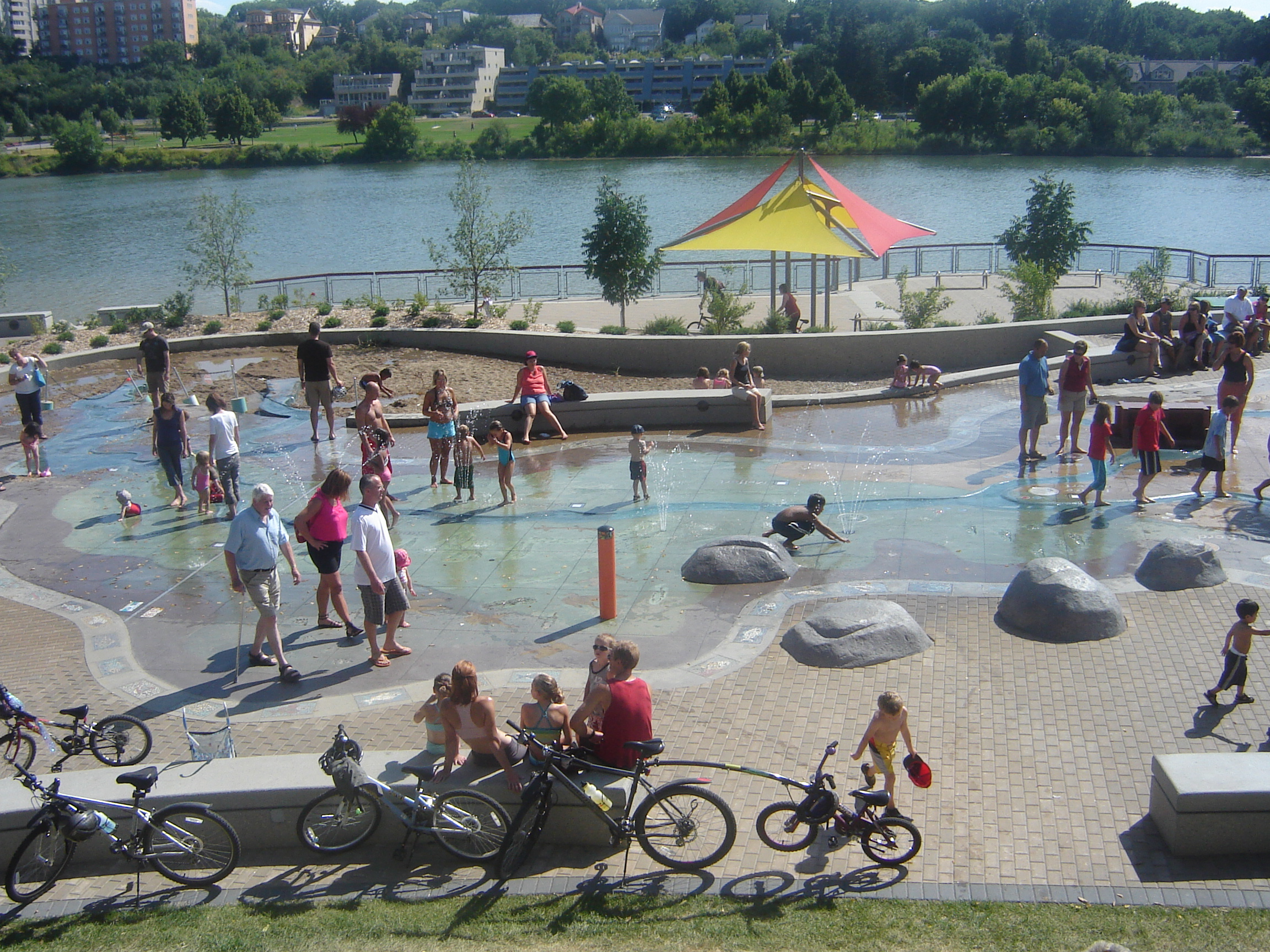
Der Water Park am Fluss

Die lokale Polizeibehörde (Saskatoon Police Service) besteht aus 475 Beamten. Des Weiteren sind Corman Park Police Service und der Royal Canadian Mounted Police im Einsatz. Saskatoon verfügt über drei Krankenhäuser: Royal University Hospital, Saskatoon City Hospital und St. Paul’s Hospital.

### Sehenswürdigkeiten
Das größte Museum zur Geschichte der Provinz ist das Saskatchewan Western Development Museum. Das Mendel Art ist ein Kunstmuseum mit rund 5.000 Ausstellungsstücken und befindet sich im City Park in Saskatoon. Die Marr Residence ist ein historisches Gebäude, welches unter Denkmalschutz steht und Ende des 18. Jahrhunderts der Versorgung von Soldaten diente. Das Gebäude spielte im Battle of Fish Creek eine wichtige Rolle. Der Wilson’s Entertainment Park ist ein Freizeitpark mit mehreren Fahrgeschäften. Das Broadway Theatre bietet mehrere Vorstellungen in der Woche. Eine weitere Sehenswürdigkeit ist das Delta Bessborough Hotel in der Innenstadt, welches von der Canadian National Railway im Jahre 1930 eröffnet wurde. Saskatoon verfügt über mehrere Parks, so der Friendship Park oder der Mendel Riverbank and Island Sanctuary am Saskatchewan River.

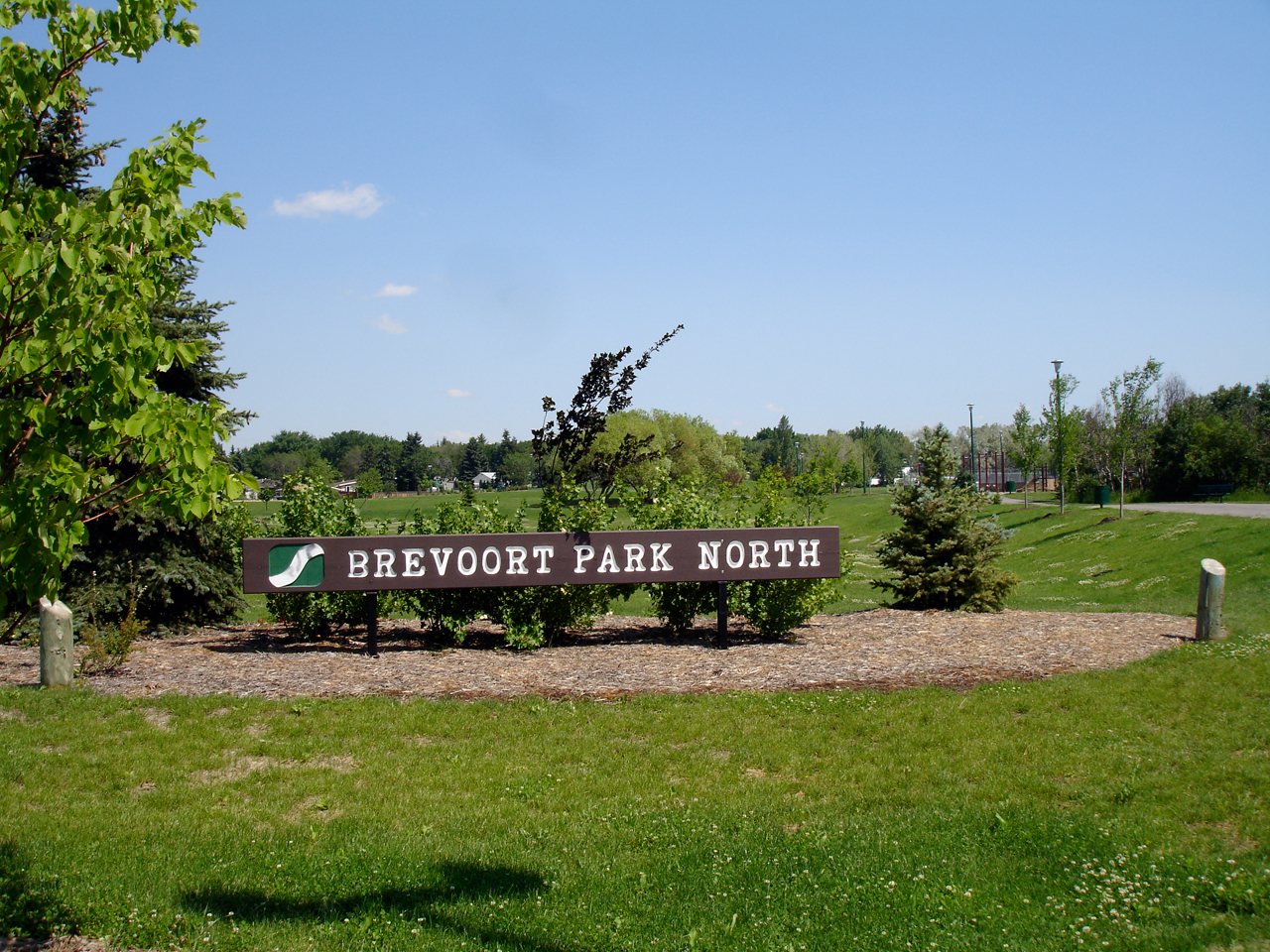
Der Brevoort Park im Norden von Saskatoon

## Wirtschaft
Wirtschaftlich bedeutsam sind in Saskatoon die Förderung von Kalisalz und Öl sowie die Landwirtschaft und der Dienstleistungssektor.

### Rohstoffgewinnung
Das weltgrößte Unternehmen für Urangewinnung, Cameco, und der weltgrößte Kaliproduzent, Potash Corp., haben ihren Hauptsitz in Saskatoon. Nahezu zwei Drittel der weltweiten Kalireserven befinden sich in der Saskatoon-Region. Weitere große Unternehmen mit Niederlassungen in Saskatoon sind das französische Unternehmen AREVA NC und BHP Billiton. Des Weiteren haben mehrere mittelständische Unternehmen der Rohstoffproduktion ihren Sitz in der Stadt, u. a. Denis Mines, United Uranium und Star Uranium.

### Technologiebranche und produzierendes Gewerbe
Neben der Gewinnung von Erdrohstoffen sind mehrere Technologieunternehmen in der Stadt ansässig, dazu gehören u. a. Hitachi Canadian Industries, CNH Global, International Road Dynamics, Siemens Laserworks Inc., SED Systems, General Electric. Viele dieser Unternehmen haben ihren Sitz am Innovation Place Research Park.

### Dienstleistungsbranche
Aufgrund der zentralen Lage Saskatoons betreiben viele Unternehmen der Transportbranche Verteilungszentren. Mehrere Banken haben einen Hauptsitz in der Stadt, darunter hat die First Nations Bank of Canada, Concentra Financial, Affinity Credit Union, TCU Financial Group. Des Weiteren betreiben mehrere Handelsunternehmen und weitere Dienstleister Standorte in der Stadt wie z. B. Walmart Canada.
Zu den größten Arbeitgebern in der Stadt gehören:
- Saskatoon Health Region (11.000)
- University of Saskatchewan (7.170)
- Potash Corp. (4.879)
- Saskatchewan Institute of Applied Science and Technology (2.150)
- Federated Co-operatives (2.000)
- Graham Construction & Engineering (2.000)
- Siemens Transportation Group (1.915)
- Maple Leaf Foods (1.000)
- Bank of Nova Scotia (783)
- Vecima Networks (782)
- CNH Global (750)
- Yanke Group (750)
- Cameco (654)
- Concorde Group of Companies (650)
- AREVA Resources Canada (500)

## Klima
Die Temperaturen in Saskatoon bewegen sich im Januar im Durchschnitt bei −17 °C und im Juli bei 19 °C. Im Sommer herrscht starke Dürre, da es oft mehrere Wochen nicht regnet. Saskatoon gilt als sonniger als andere kanadische Städte. Die durchschnittliche jährliche Sonnenscheindauer von 2.380 Stunden, ohne Schauerwolken. In den Sommermonaten können extrem hohe Temperaturen von bis zu 40 °C erreicht werden. Gewitter sowie Unwetter finden in der Regel in den Sommermonaten statt. Dies beinhaltet Hagel, Unwetter, starke Winde und Tornados.
Die niedrigste jemals gemessene Temperatur waren −50 °C im Jahr 1893, die höchste Temperatur 40,6 °C am 5. Juni 1988.
|                        | Jan   | Feb   | Mär   | Apr  | Mai  | Jun  | Jul  | Aug  | Sep  | Okt  | Nov   | Dez   |   |       |
| Mittl. Temperatur (°C) | −17,0 | −13,0 | −5,8  | 4,4  | 11,5 | 16,0 | 18,2 | 17,3 | 11,2 | 4,5  | −6,2  | −14,3 | ⌀ | 2,3   |
| Mittl. Tagesmax. (°C)  | −11,8 | −7,8  | 0,7   | 10,6 | 18,4 | 22,6 | 24,9 | 24,4 | 18   | 10,8 | −1,5  | −9,2  | ⌀ | 8,4   |
| Mittl. Tagesmin. (°C)  | −22,3 | −18,2 | −10,9 | −1,9 | 4,5  | 9,4  | 11,4 | 10,2 | 4,4  | −1,9 | −10,9 | −19,3 | ⌀ | −3,7  |
|                        |       |       |       |      |      |      |      |      |      |      |       |       |   |       |
| Niederschlag (mm)      | 15,2  | 10,3  | 14,7  | 23,9 | 49,4 | 61,1 | 60,1 | 38,8 | 30,7 | 16,7 | 13,3  | 15,9  | Σ | 350,1 |
|                        |       |       |       |      |      |      |      |      |      |      |       |       |   |       |
| Regentage (d)          | 11,3  | 8,3   | 8,1   | 8,0  | 9,6  | 12,2 | 11,4 | 9,4  | 8,1  | 6,2  | 8,4   | 10,7  | Σ | 111,7 |

| −22,3 |

| −18,2 |

| −10,9 |

| −1,9 |

| 4,5 |

| 9,4 |

| 11,4 |

| 10,2 |

| 4,4 |

| −1,9 |

| −10,9 |

| −19,3 |

| −22,3 |

| −18,2 |

| −10,9 |

| −1,9 |

| 4,5 |

| 9,4 |

| 11,4 |

| 10,2 |

| 4,4 |

| −1,9 |

| −10,9 |

| −19,3 |

## Einwohnerentwicklung
in Klammern Großraum Saskatoon
- 2002: 199.669 (231.487)
- 2003: 202.564 (232.273)
- 2004: 205.600 (233.671)
- 2005: 205.900 (235.242)
- 2006: 207.200 (236.797)

(Quelle: Statistics Canada)

## Bildung

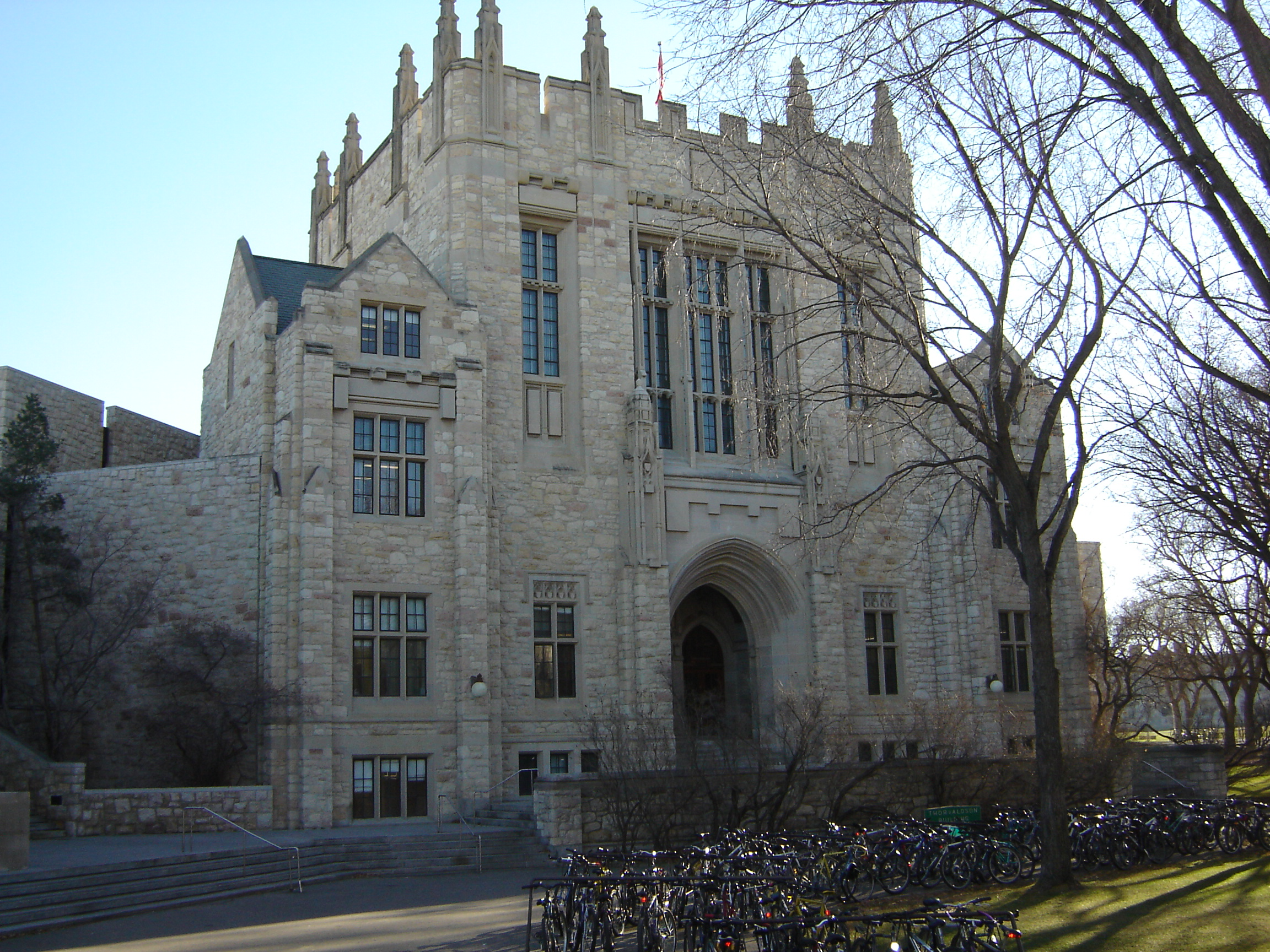
Eingang zum Thorvaldson Gebäude auf dem Campus der University of Saskatchewan

### Hochschulen
Saskatoon verfügt über mehrere Universitäten bzw. Hochschulen (Colleges):
- University of Saskatchewan
- Das St. Thomas More College ist eine katholisch ausgerichtete Hochschule der University of Saskatchewan.
- Die First Nations University of Canada verfügt über einen Campus in Saskatoon an der Ecke der 7. Avenue North & Duke Street. Der Hauptcampus befindet sich in Regina.
- Saskatchewan Institute of Applied Sciences and Technology
- Gabriel Dumont Institute
- Saskatoon Business College
- Saskatoon Broadcasting School
- Saskatchewan Indian Institute of Technologies

### Elementary und High Schools
Saskatoon verfügt über 78 Grundschulen (Elementary) und 14 High Schools (weiterführende Schulen bis Klasse 12), die von 37.000 schulpflichtigen Kindern besucht werden. Die Schulen unterstehen der Aufsicht von drei Behörden: dem Saskatoon Public School Division, Saskatoon Catholic School Division und des Conseil des Ecoles Fransaskoises.

## Verkehrsinfrastruktur

### Autobahnen
Saskatoon befindet sich am Yellowhead Highway einem Teilstück des Trans-Canada Highway Systems auch bekannt als Highway 16, welches die Provinzen Saskatchewan, Manitoba, Alberta und British Columbia miteinander verbindet. Die Highways 5, 7, 11, 12, 14, 41, 219, 684, and 762 führen alle an Saskatoon, vorbei.

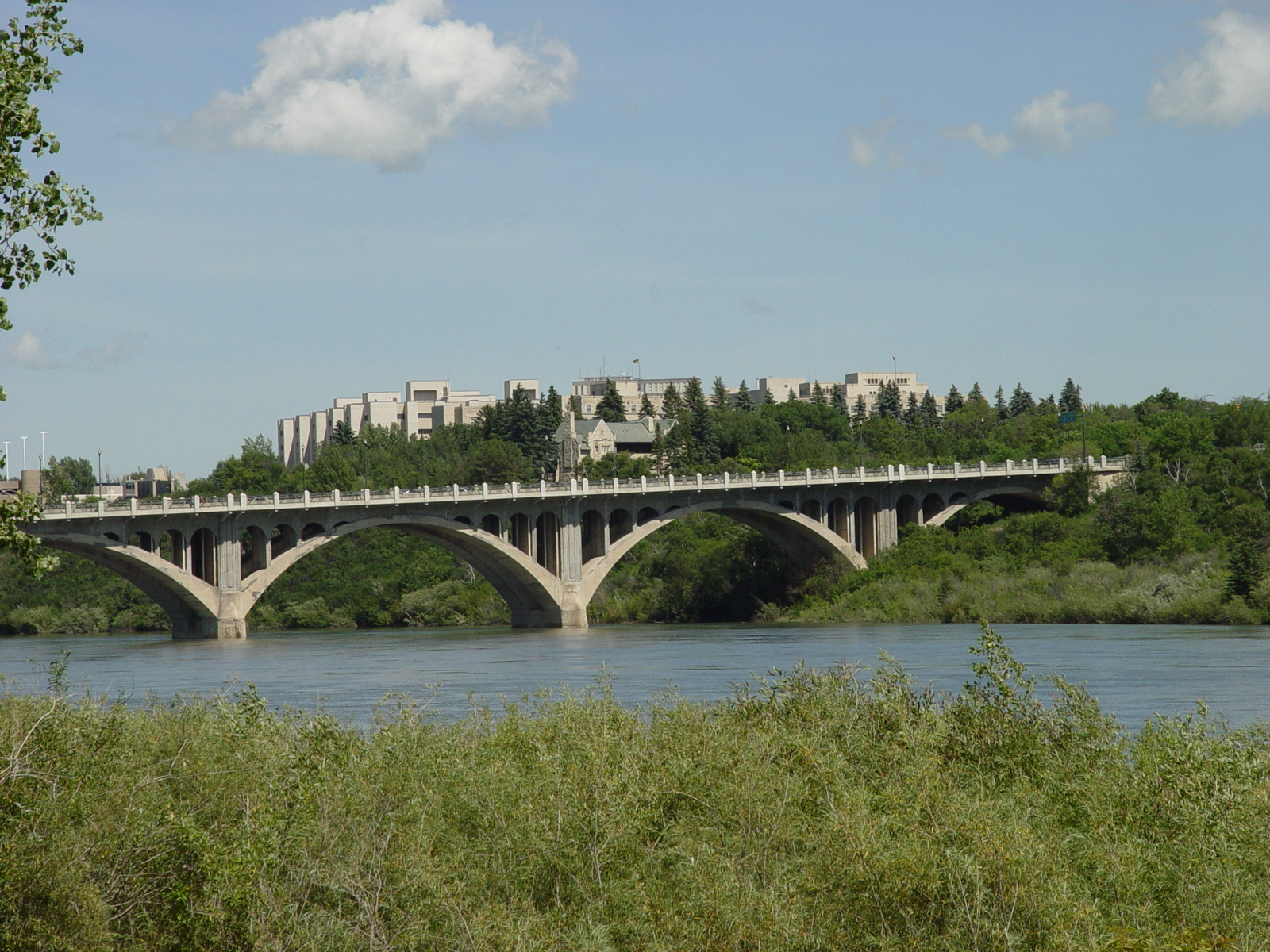
Die University Bridge in Saskatoon

Die folgenden Brücken verlaufen über dem South Saskatchewan River innerhalb von Saskatoon (Reihenfolge Süd nach Nord):
- Grand Trunk Bridge (Eisenbahnbrücke)
- Circle Drive South Bridge (Juli 2013 fertiggestellt)
- Senator Sid Buckwold Bridge
- Traffic Bridge (wurde geschlossen im August 2010)
- Broadway Bridge
- University Bridge in Saskatoon
- CPR Bridge (Eisenbahnbrücke)
- Circle Drive Bridge

Einige der Verkehrsknoten wurden als Seagull Intersection mit weniger Konflikten für Verkehrsteilnehmer gestaltet.

### Flugverbindungen
Der Saskatoon/John G. Diefenbaker International Airport verfügt über zwei Start/Landebahnen und wird von regionalen Airlines angeflogen. Non-Stop-Verbindungen werden angeboten für: Calgary, Chicago, Denver, Edmonton, Las Vegas, Minneapolis, Ottawa, Prince Albert, Regina, Toronto, Vancouver und Winnipeg. Saisonale Verbindungen gibt es nach Mexiko, Kuba, Dominikanische Republik und Churchill in Manitoba. Der Flughafen wird u. a. von den Airlines Air Canada, Westjet und Purolator Courier angeflogen die auch mehrere Frachtumschlagplätze am Flughafen betreiben. 15 km südöstlich von Saskatoon befindet sich ein kleinerer Flughafen der Saskatoon/Corman Air Park.

### Schienenverkehr
Die Canadian Pacific Railway und die Canadian National Railway bieten tägliche Verbindungen zwischen verschiedenen Städten an. Beide Anbieter betreiben die Infrastruktur und kooperieren miteinander. In Saskatoon befindet sich ein Haltepunkt des Reisezuges The Canadian, der durch ganz Kanada fährt. Der Bahnhof befindet sich im Westen am Stadtrand und wurde 1960 eröffnet, nachdem der alte Bahnhof in der Innenstadt geschlossen und abgerissen worden war, um das Midtown Plaza, den TCU Place und andere Geschäfte einzurichten.

### Öffentlicher Personenverkehr
Der innenstädtische, öffentliche Personennahverkehr wird von Saskatoon Transit betrieben. Der überregionale öffentliche Personenverkehr wird von Saskatchewan Transportation Company betrieben, welches alle Gemeinden mit Saskatoon in der Provinz verbindet. Das Saskatoon Bus Terminal wird auch von Greyhound Canada angefahren, welches eine Verbindung zwischen Manitoba und Alberta anbietet.

## Partnerstädte
- Umeå[5], Schweden
- Shijiazhuang, China, seit 1985[5]
- Chernivtsi, Ukraine, seit 1991[5]